# Ulrik Neumann
Hans-Ulrik Neumann, kendt som Ulrik Neumann, (født 23. oktober 1918 i København, død 28. juni 1994 i Malmø) var en dansk guitarist, sanger og komponist. Han var søn af kapelmester Holger Prehn og skuespillerinden Astrid Neumann.
Han begyndte at optræde sammen med sin storesøster Gerda Neumann i 1933. De fik succes, bl.a. med sangen "Den lille lysegrønne sang" i Apollorevyen 1940.
Fra 1935 var han professionel sammen med Svend Asmussen; med denne og den svenske sangerinde Alice Babs dannede han trioen Swe-Danes i 1959. Trioen opløstes i 1961.

## Filmografi
- Dirch passer hund (1952)